# سایه‌ماهی‌ها (سرده)
سایه‌ماهی‌ها (سرده) (نام علمی: Argyrosomus) نام یک سرده از تیره شوریده‌ماهیان است.